# Espicha
Una espicha es una reunión festiva asturiana en la que se  bebe sidra. Se celebra en un lagar (llagar en asturiano) con el objetivo de abrir o «espichar» un tonel o barrica de sidra, una pipa, como se suele llamar a esos grandes recipientes de unos quinientos litros, donde el zumo de manzana fermenta durante dos o tres meses. La reunión se convoca en enero o comienzos de febrero, para los que no trasiegan la sidra y sólo la tienen tres meses en barrica. Para los que la trasiegan y dejan en barrica hasta cinco meses, se suele esperar a la festividad de San José, el 19 de marzo. La tradición de la espicha tiene su origen en la necesidad de catar la nueva sidra antes de embotellarla, y corregir algún defecto que pueda subsanarse antes del embotellado.

## Características
Se celebran en lagares, por lo general a las afueras de las poblaciones. Se come y se bebe sidra, aunque también hay vino y otras bebidas. No hay primer plato, ni segundo plato; la comida, dispuesta directamente en las mesas incluye chorizos a la sidra, jamón, lacón, quesos, huevos cocidos con sal y pimentón, tortilla Española, empanada o bacalao, etcétera. No se trata de una reunión o acto oficial cerrado que cumple la función de merienda-cena, tanto por la hora de celebración como por el menú servido.

## Evolución
El progreso ha hecho que en muchas ocasiones ya no utilicen toneles de roble o castaño, sino grandes envases de acero inoxidable de hasta mil litros, que tienen la ventaja de no comunicar sabor. En las antiguas pipas, en trance de desaparición, había tres orificios: el «esquive» de unos cuatro o cinco centímetros, situado en medio de la panza de la duela maestra, para el llenado y vaciado, y un grifo de madera, espicha o estaquilla de madera de forma cónica taponando el orificio de espichar.
El Asturias y León el término se utilizó posteriormente para bautizar las fiestas universitarias de diversas facultades. Por otro lado, en Asturias «ir de espicha» se ha extendido a ir a cualquier celebración diurna, especialmente si hay presencia de sidra y comida. Los festivales de la Sidra, que tienen lugar en primavera e inicios del verano, suelen convertirse en espichas.